# 轟木一騎
轟木 一騎（とどろき いっき、1969年 - ）は、日本のCMディレクター。神奈川県出身。武蔵野美術大学視覚伝達デザイン学科卒。石井克人、三木俊一郎らとは同級生。
CMディレクターを経て、2006年に株式会社カラーの設立に携わる。同社企画部長に就任。庵野秀明総監督助手として『ヱヴァンゲリヲン新劇場版』に関わる。

## 主な出演作品
- ホクロ兄弟 フルスロットル!!!!
- 山よ
- キューティーハニー
- 茶の味 (轟木一騎)
- ナイスの森〜The First Contact〜 (ハスダカズシ)
- ハル&ボンス、ニュー ハル&ボンス（ボンス）
- REDLINE（轟木）
- ヱヴァンゲリヲン新劇場版:序

## その他
- ヱヴァンゲリヲン新劇場版:序 (2007年) - 総監督助手
- ヱヴァンゲリヲン新劇場版:序 全記録全集 (2008年) - 編集長
- ヱヴァンゲリヲン新劇場版:破 (2009年) - 総監督助手・配給・宣伝
- 巨神兵東京に現わる (2012年) - 製作補[1]
- ヱヴァンゲリヲン新劇場版:Q (2012年) - 総監督助手・画コンテ
- 安堂ロイド〜A.I. knows LOVE?〜（2013年） - コンセプト・設定協力
- シン・ゴジラ （2016年） - 総監督助手・画コンテ・タイトル・D班監督/録音/撮影、宣伝監修・ポスター/チラシデザイン[1]
- シン・エヴァンゲリオン劇場版（2021年）- 総監督助手・プリヴィズヴァーチャルカメラマン・宣伝
- シン・ウルトラマン（2022年）- 副監督・撮影・画コンテ・アクションパートヴァーチャルカメラマン・ティザーポスター・ティザーチラシ表面デザイン
- シン・仮面ライダー（2023年）- 副監督、特撮班副監督、撮影、宣伝監修、超ティザー/ティザー/本ポスターデザイン